# Coptacra longicornis
Coptacra longicornis är en insektsart som beskrevs av Balderson och X.-c. Yin 1987. Coptacra longicornis ingår i släktet Coptacra och familjen gräshoppor. Inga underarter finns listade i Catalogue of Life.